# Horní Bukovina
Horní Bukovina är en ort i Tjeckien.   Den ligger i regionen Mellersta Böhmen, i den centrala delen av landet, 60 km nordost om huvudstaden Prag. Horní Bukovina ligger 300 meter över havet och antalet invånare är 206.
Terrängen runt Horní Bukovina är lite kuperad. Runt Horní Bukovina är det tätbefolkat, med 550 invånare per kvadratkilometer. Närmaste större samhälle är Mladá Boleslav, 14,7 km söder om Horní Bukovina. Trakten runt Horní Bukovina består till största delen av jordbruksmark.